# Ingeborg Plockross Irminger
Ingeborg Plockross Irminger, född den 18 juni 1872 på Frederiksberg, död den 25 oktober 1962 i Köpenhamn, var en dansk bildhuggare, från 1908 gift med målaren Valdemar Irminger.
Irminger utbildade sig för Aksel Hansen, på Kunstakademiet och för Vilhelm Bissen. Hon arbetade från 1898 för Bing & Grøndahls porslinsfabrik. Hennes första utställning var 1897 (Et 3 Ugers Barn), och 1899 gjorde hon statyn Drengen og Pindsvinet, som 1911 förvärvades i brons till Statens Museum for Kunst och 1941 ställdes upp vid Borups Plads i Köpenhamn. Kunstmuseet köpte dessutom 1908 hennes Marmorbuste af en ung Pige och 1910 hennes Figur af en Yngling.
Irminger har även utfört en mängd byster, bland andra av målaren Jens Ferdinand Willumsen (1900), Herman Bang (1902), skådespelaren Johannes Nielsen, författaren L.C. Nielsen (1905) och av sin make, målaren Valdemar Irminger (1909).
1908 tilldelades Irminger Akademiens pris Aarsmedaillen. 1911 blev hon medlem av Akademiens plenarförsamling och 1917–1923 var hon medlem av Akademirådet. 1930 tilldelades hon Tagea Brandts rejselegat for kvinder. 1916 var hon medgrundare till Kvindelige Kunstneres Samfund.